# Pantser (militair)
Een pantser of bepantsering is een stuk bescherming dat kan worden gebruikt om beschadiging aan een voertuig of verwonding aan een persoon tegen te gaan wanneer gebruik wordt gemaakt van steek- of vuurwapens, raketten of andere projectielen, meestal tijdens gevechten. Pantsers zijn gebruikt voor soldaten (bijvoorbeeld maliënkolders en harnassen), oorlogsdieren zoals strijdrossen (paardharnas) en oorlogsmachines zoals oorlogsschepen en pantservoertuigen.
Bepantsering is door de hele geschreven geschiedenis gebruikt en er zijn vele vormen van materialen voor gebruikt. Het pantser begon als basale leren bescherming en ontwikkelde zich als persoonlijke bescherming tot maliënkolder en een harnas dat het hele lichaam bedekte. Gedurende het grootste deel van de militaire geschiedenis domineerde binnen Europa de technologie en inzet van metalen bepantsering. Het produceren van bepantsering vormde de start van vele belangrijke technologieën in de oude wereld zoals het lamineren van hout, mijnbouw, raffinage, voertuigbouw (strijdwagen), leerverwerking en latere decoratieve metaalbewerking. De productie is ook van belang geweest in de zich ontwikkelende industriële revolutie en de commerciële ontwikkeling van metallurgie en techniek.
Het was verder de belangrijkste factor in de ontwikkeling van het vuurwapen, dat een revolutie vormde binnen de oorlogsvoering. De eerste moderne productietechnologie voor plaatbepantsering werd gebruikt door de marines bij de bouw van de Amerikaanse ironclads en het pantser culmineerde in de ontwikkeling van het slagschip. Het waren ook de marine-ingenieurs die de eerste "tanks" uit de Eerste Wereldoorlog ontwikkelden, waarmee de ontwikkeling van bepantserde gevechtsvoertuigen in gang werd gezet. Ook in de luchtmacht deed bepantsering soms haar intrede; met name tijdens de Tweede Wereldoorlog, toen het de piloten moest beschermen en bij de ontwikkeling van zwaar bepantserde vliegtuigen, die in theorie moeilijker kapotgeschoten zouden moeten kunnen worden door vuur vanaf de grond.
In de moderne oorlogsvoering is de rol van bepantsering verder uitgebreid tot het beschermen van troepeneenheden van de infanterie tijdens gevechten. Na de ontwikkeling van gepantserde oorlogsvoering, werd zwaar gemechaniseerde infanterie geformeerd die gebruikmaakt van pantservoertuigen en daarbij de lichte infanterie in veel situaties vervangt. In de huidige gemechaniseerde oorlogsvoering worden gepantserde eenheden uitgerust met tanks en infanteriegevechtsvoertuigen vervullen de historische rol van de zware cavalerie, lichte cavalerie en de dragonders en behoren tot de gepantserde tak in een nationale legerorganisatie.